# Бернт-Оук (станція метро)
51°36′10″ пн. ш. 0°15′50″ зх. д. / 51.602778° пн. ш. 0.263889° зх. д.
Бернт-Оук (англ. Burnt Oak) — станція відгалуження Еджвар Північної лінії Лондонського метро. Станція розташована у 4-й тарифній зоні, у районі Бернт-Оук, боро Барнет, Лондон, між станціями Еджвар та Коліндейл. Пасажирообіг на 2017 рік — 4.49 млн осіб.
Конструкція станції: наземна відкрита з однією острівною прямою платформою.

## Історія
- 27. жовтня 1924: відкриття станції як Бернт-Оук
- 1928:	перейменування на Бернт-Оук (Велтінг)
- 1950:	перейменування на Бернт-Оук

## Пересадки
- На автобуси London Bus маршрутів: 32, 114, 142, 204, 251, 292, 302, 305, нічних маршрутів N5, N16, шкільні маршрути 614, 644[3]